# Сан Пјетро Виминарио
Сан Пјетро Виминарио (итал. San Pietro Viminario) је насеље у Италији у округу Падова, региону Венето.
Према процени из 2011. у насељу је живело 1153 становника. Насеље се налази на надморској висини од 6 м.

## Становништво
Према резултатима пописа становништва 2011. у општини је живело 3.003 становника.
| 1931. | 1936. | 1951. | 1961. | 1971. | 1981. | 1991. | 2001. | 2011. |
| ----- | ----- | ----- | ----- | ----- | ----- | ----- | ----- | ----- |
| 1.911 | 2.806 | 2.952 | 2.347 | 2.220 | 2.274 | 2.347 | 2.481 | 3.003 |